# Graphocephala bilimeki
Graphocephala bilimeki är en insektsart som beskrevs av Fowler 1900. Graphocephala bilimeki ingår i släktet Graphocephala och familjen dvärgstritar. Inga underarter finns listade i Catalogue of Life.